# Helia brevifolia
Helia brevifolia är en gentianaväxtart som beskrevs av Adelbert von Chamisso. Helia brevifolia ingår i släktet Helia och familjen gentianaväxter. Inga underarter finns listade i Catalogue of Life.